# Salon international de l'automobile de Genève 2010
Le salon international de l'automobile de Genève 2010 est un Salon automobile qui s'est tenu du 4 mars au 14 mars 2010 à Genève. Il s'agit de la 80e édition internationale de ce salon, organisé pour la première fois en 1905.

## Lesstarsdu salon

### Audi A1

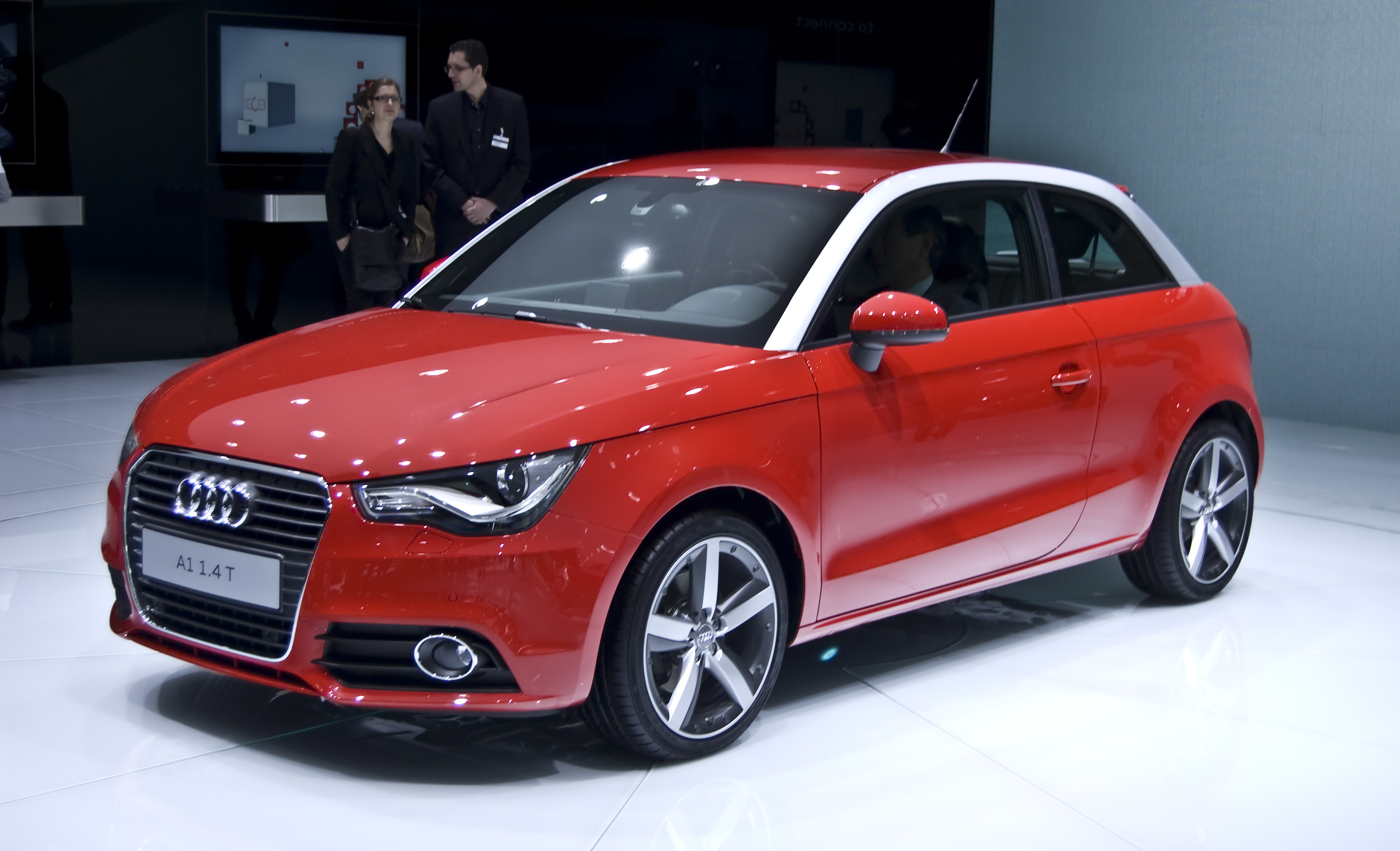
Audi A1.

Dans le but de concurrencer les compactes premium telles que la Mini ou encore la Citroën DS3, qui connaissent un franc succès, Audi décide de lancer l'Audi A1. Elle a déjà été présentée au salon de l'automobile de Paris en 2008 sous forme de concept car. Elle sera déclinée en version Sportback 5 portes en juin 2010.

### Citroën DS High Rider

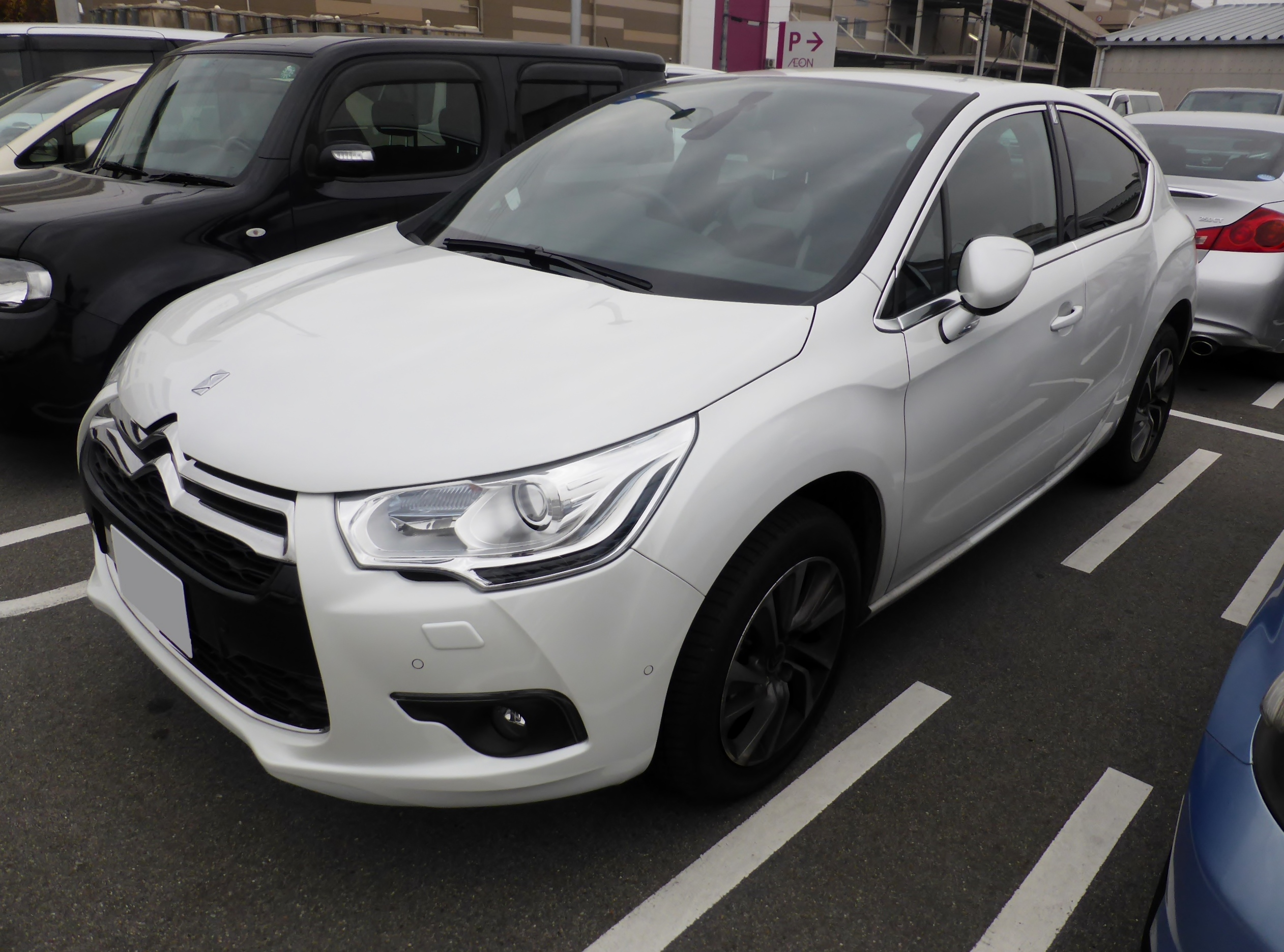
Citroën DS High Rider.

Citroën présente la Citroën DS High Rider, qui préfigure la Citroën DS4, le second véhicule de la gamme DS et dérivé de la Citroën C4 de seconde génération. La version de série sera un coupé 5 portes et non 3 portes comme le concept car.

## Listes des nouvelles automobiles présentées

### Automobiles de série
- Alfa Romeo Giulietta
- Audi A1
- Audi A8 (3e génération)
- BMW Série 3 Coupé et CC restylés
- BMW Série 5 (6e génération)
- Dacia Duster
- Ford Focus (3e génération)
- Kia Sportage (3e génération)
- Lexus CT
- Lotus Elise restylée
- Mazda 5 (2e génération)
- Mini Countryman
- Mitsubishi ASX
- Nissan Juke
- Nissan Micra (4e génération)
- Nissan Navara restylé
- Nissan Pathfinder restylé
- Nissan Qashqai restylé
- Opel Astra Sports Tourer
- Open Meriva (2e génération)
- Peugeot 508
- Porsche Cayenne (2e génération)
- Renault Mégane 3 CC
- Renault Wind
- Volkswagen Cross Polo (2e génération)
- Volkswagen Phaeton restylée
- Volkswagen Sharan (2e génération)
- Volkswagen Touareg (2e génération)
- Volvo S60 (2e génération)

### Concept-cars
- Seat IBe